# إلمر أوستين بنسون
إلمر أوستين بنسون (بالإنجليزية: Elmer Austin Benson)‏ هو محامي وسياسي أمريكي، ولد في 22 سبتمبر 1895 في أبليتون في الولايات المتحدة، وتوفي بنفس المكان في 13 مارس 1985. حزبياً، نشط في Minnesota Farmer–Labor Party ‏. وقد انتخب حاكم مينيسوتا ‏ (4 يناير 1937 – 2 يناير 1939) وانتخب عضو مجلس الشيوخ الأمريكي.